# Элеонора Рейсс-Кёстрицская
Элеонора Каролина Гаспарина Луиза Рейсс-Кестрицская (нем. Eleonore Caroline Gasparine Louise Prinzessin Reuß zu Köstritz;  22 августа 1860, Требшен, провинция Бранденбург, Пруссия, ныне Тшебехув, Любушское воеводство, Польша — 12 сентября 1917, Евксиноград) — княгиня, затем — царица Болгарии и вторая жена царя Болгарии Фердинанда I, дочь принца Генриха IV Рейсс-Кёстрицского и принцессы Луизы Рейс-Кёстрицской.

## Биография
Принцесса Элеонора родилась 22 августа 1860 года. 28 февраля 1908 года принцесса Элеонора вышла замуж за князя, а позже царя Болгарии Фердинанда I. Его первая жена принцесса Мария-Луиза Бурбон-Пармская умерла через несколько дней после рождения их четвёртого ребёнка. Тёплых чувств супруги друг другу не испытывали, это был династический брак, так как Болгарии нужна была царица. Элеонора приняла титул царицы 5 октября 1908 года.
Фердинанд пренебрегал Элеонорой на протяжении всего их брака, и она стала заниматься воспитанием своих пасынков и посвятила себя благополучию болгарского народа. Элеонора стала медсестрой во время Первой мировой войны. Как медсестра, она была великим утешением для многих раненых и умирающих болгарских солдат.
Царица Элеонора стала серьёзно болеть в последние годы Первой мировой войны. Она умерла в Евксинограде 12 сентября 1917 года. Её последним желанием было, чтобы её похоронили на кладбище XII века, недалеко от Софии. Это было исполнено. Во время социализма могила была вскрыта, её драгоценности были украдены. Однако после демократических перемен в 1989 году могила была отстроена в первоначальном виде.